# Bronisław Zaremba
Bronisław Zaremba (ur. 2 czerwca 1922 w Rajczy, zm. 27 lipca 1999 tamże) – polski muzyk, (grał na skrzypcach i trąbce), działacz promujący kulturę Beskidu Żywieckiego.

## Życiorys
Był muzykiem grającym na trąbce i skrzypcach, ukończył Ludowy Instytut Muzyczny „Wszechnica Muzyczna” w Łodzi. Elew orkiestry wojskowej Legionu Bajończyków, stacjonujący w okolicach Równego. Zasłużony działacz kultury, zbieracz ludowych obrzędów i melodii góralskich z okolic Ujsół, a także autor wielu przyśpiewek i pieśni pisanych w gwarze Górali Żywieckich. Współzałożyciel Zespołu Pieśni i Tańca „Juhas” z Ujsół, którego był wieloletnim kierownikiem. Dzięki prężnej działalności wspomnianego zespołu pod kierownictwem Bronisława Zaremby bogata i barwna kultura górali Beskidu Żywieckiego promowana była nie tylko na terenie całej Polski, ale i w świecie. Zespół odbył wiele podróży, biorąc udział w licznych konkursach, przeglądach i festiwalach, podczas których doceniany przez jury wielokrotnie zdobywał miejsca wśród laureatów i wiele prestiżowych nagród. Życie Bronisława Zaremby (...) do końca wypełniał taniec, śpiew i muzyka. Pozostawił po sobie ogromną pasję pielęgnowania tradycyjnej kultury i sprawił, że członkowie zespołu (...) połączyło zamiłowanie do tańca, śpiewu i tradycji swojej ziemi rodzinnej. Dzięki jego pracy folklor stał się bliski młodym pokoleniom, które dostrzegły w nim nie tylko bogactwo tradycji, ale swój własny rodowód”. Za swoją działalność otrzymał wiele odznaczeń i orderów, m.in. Złoty Krzyż Zasługi, Krzyż Kawalerski Orderu Odrodzenia Polski, Odznakę Zasłużony Działacz Kultury czy Odznakę za Zasługi dla Województwa Bielskiego. 
Byli członkowie zespołu Pieśni i Tańca "Juhas", którzy współpracowali z Bronisławem Zarembą, na cześć jego pamięci założyli w październiku 1999 r. regionalny zespół folklorystyczny, o nazwie: Regionalny Zespół Pieśni i Tańca "Ziemia Rajczańska" im. Bronisława Zaremby, który kontynuuje jego pasję i zamiłowanie do tradycji i kultury.